# Gornji Klasnić
Gornji Klasnić falu Horvátországban, Sziszek-Monoszló megyében. Közigazgatásilag Glinához tartozik.

## Fekvése
Sziszek városától légvonalban 33, közúton 53 km-re délnyugatra, községközpontjától légvonalban 11, közúton 17 km-re délkeletre, a Glinát a dvori határátkelővel összekötő 6-os számú főúttól nyugatra fekszik.

## Története
A környék számos településéhez hasonlóan Klasnić is a 17. század vége felé népesült be a török uralom alatt maradt Boszniából menekült pravoszlávokkal. 1696-ban a szábor a bánt tette meg a Kulpa és az Una közötti határvédő erők parancsnokává, melyet hosszas huzavona után 1704-ben a bécsi udvar is elfogadott. Ezzel létrejött a Báni végvidék (horvátul Banovina), mely katonai határőrvidék része lett. 1745-ben megalakult a Glina központú első báni ezred, melynek fennhatósága alá ez a vidék is tartozott.
1881-ben megszűnt a katonai közigazgatás és Zágráb vármegye Glinai járásának része lett. A falunak 1890-ben 758, 1910-ben 779 lakosa volt. 1918-ban az új szerb-horvát-szlovén állam, majd később Jugoszlávia része lett. A második világháború idején a Független Horvát Állam része volt. A falu 1991. június 25-én jogilag a független Horvátország része lett, de szerb lakói a Krajinai Szerb Köztársasághoz csatlakoztak. A falut 1995. augusztus 8-án a Vihar hadművelettel foglalta vissza a horvát hadsereg. A lakosság elmenekült. Később több, főként idős ember visszatért. A településnek 2011-ben 41 lakosa volt, akik mezőgazdasággal és állattartással foglalkoztak.

## Népesség
| Lakosság változása | Lakosság változása | Lakosság változása | Lakosság változása | Lakosság változása | Lakosság változása | Lakosság változása | Lakosság változása | Lakosság változása | Lakosság változása | Lakosság változása | Lakosság változása | Lakosság változása | Lakosság változása | Lakosság változása | Lakosság változása |
| ------------------ | ------------------ | ------------------ | ------------------ | ------------------ | ------------------ | ------------------ | ------------------ | ------------------ | ------------------ | ------------------ | ------------------ | ------------------ | ------------------ | ------------------ | ------------------ |
| 1857               | 1869               | 1880               | 1890               | 1900               | 1910               | 1921               | 1931               | 1948               | 1953               | 1961               | 1971               | 1981               | 1991               | 2001               | 2011               |
| 0                  | 0                  | 0                  | 758                | 812                | 779                | 642                | 0                  | 776                | 739                | 649                | 564                | 425                | 294                | 75                 | 41                 |

(1857 és 1880 között, valamint 1931-ben lakosságát Klasnić néven Donji Klasnićhoz számították.)

## Nevezetességei
Szent Petka tiszteletére szentelt, a szomszédos Dabrinával közösen használt pravoszláv kápolnáját 1980-ban építette a buzetai Vasilije Muždek.